# 梅格斯环形山
梅格斯环形山（Meggers）是位于月球背面北半部的一座大撞击坑，其名称取自美国物理学家，光谱研究专家威廉·弗雷德里克·梅格斯(William Frederick Meggers，1888年-1968年)，1970年被国际天文学联合会批准接受。

## 描述

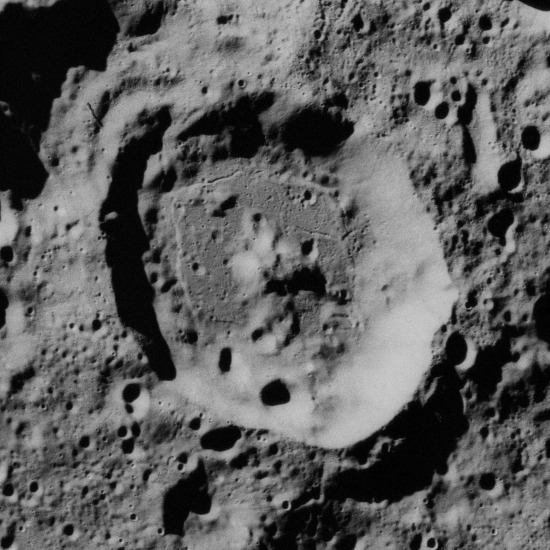
阿波罗16号测绘相机拍摄的斜视图

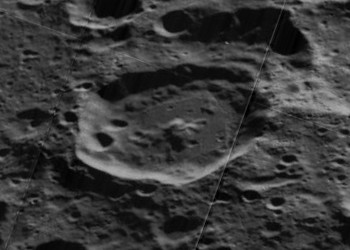
月球轨道器5号拍摄的西向斜视图(黑线是图像后期处理中所产生)

该陨坑西侧靠近波尔祖诺夫环形山、西北方毗邻英尼斯陨石坑、维尔纳茨基环形山位于它的东侧、东北和西南分别坐落了凯宾斯基陨石坑和奥尔科特环形山。
该陨坑中心月面坐标为24°18′N 122°56′E / 24.3°N 122.94°E，直径51.16公里，深度约2.36公里。
梅格斯环形山外观大致圆形，东南和东北侧向外凸出，其西半部重叠在一座大小相同的无名撞击陨坑之上，二者相交之处地形不太规则。梅格斯环形山坑壁高出周边地形1140多米，内部容积约有2200公里3。除东部外，坑底表面大部相对平缓。环西侧坑底分布有延伸距离极长的弧形沟壑，中心点附近坐落了一群小山丘。

梅格斯环形山西面坐落了大小类似的卫星坑-"梅格斯 S"，其坑底表面较为崎岖，南侧壁上横跨了一座细小的撞击坑。

## 卫星陨石坑
按惯例，最靠近梅格斯环形山的卫星坑将在月图上以字母标注在该坑的中心点旁。

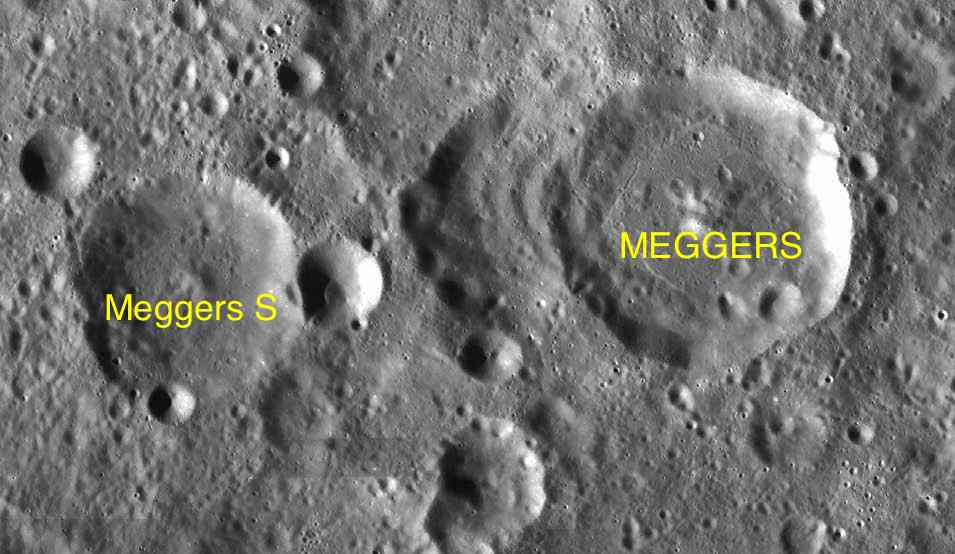
LAC-47 区域图

| 梅格斯 | 纬度    | 经度     | 直径    |
| ------ | ------- | -------- | ------- |
| S      | 24.0° N | 119.8° E | 42 公里 |

- 卫星坑"梅格斯 S"约形成于酒海纪[3]。

## 另请参阅
- Andersson, L. E.; Whitaker, E. A. . NASA RP-1097. 1982.
- Blue, Jennifer. . USGS. July 25, 2007  [2007-08-05]. （原始内容存档于2012-04-08）.
- Bussey, B.; Spudis, P. . New York: Cambridge University Press. 2004. ISBN 978-0-521-81528-4.
- Cocks, Elijah E.; Cocks, Josiah C. . Tudor Publishers. 1995. ISBN 978-0-936389-27-1.
- McDowell, Jonathan. . Jonathan's Space Report. July 15, 2007  [2007-10-24]. （原始内容存档于2012-05-26）.
- Menzel, D. H.; Minnaert, M.; Levin, B.; Dollfus, A.; Bell, B. . Space Science Reviews. 1971, 12 (2): 136–186. Bibcode:1971SSRv...12..136M. doi:10.1007/BF00171763.
- Moore, Patrick. . Sterling Publishing Co. 2001. ISBN 978-0-304-35469-6.
- Price, Fred W. . Cambridge University Press. 1988. ISBN 978-0-521-33500-3.
- Rükl, Antonín. . Kalmbach Books. 1990. ISBN 978-0-913135-17-4.
- Webb, Rev. T. W.  6th revised. Dover. 1962. ISBN 978-0-486-20917-3.
- Whitaker, Ewen A. . Cambridge University Press. 1999. ISBN 978-0-521-62248-6.
- Wlasuk, Peter T. . Springer. 2000. ISBN 978-1-85233-193-1.